# Chvoječná
Chvoječná (německy Sebenbach) je osada, část města Cheb ve stejnojmenném okrese v Karlovarském kraji. Nachází se pět kilometrů severovýchodně od Chebu. Chvoječná je také název katastrálního území o rozloze 1,87 km².

## Historie
První písemná zmínka o vesnici pochází z roku 1340.

## Obyvatelstvo
Při sčítání lidu v roce 1921 zde žilo 63 obyvatel, všichni obyvatelé byli Němci a všichni se hlásili k římskokatolické církvi.
| Rok            | 1869 | 1880 | 1890 | 1900 | 1910 | 1921 | 1930 | 1950 | 1961 | 1970 | 1980 | 1991 | 2001 | 2011 | 2021 |
| -------------- | ---- | ---- | ---- | ---- | ---- | ---- | ---- | ---- | ---- | ---- | ---- | ---- | ---- | ---- | ---- |
| Počet obyvatel | 74   | 77   | 75   | 71   | 62   | 63   | 52   | 10   | 30   | 15   | 16   | 24   | 16   | 23   | 28   |
| Počet domů     | 10   | 11   | 11   | 8    | 8    | 9    | 9    | 4    | 4    | 3    | 4    | 4    | 2    | 3    | 7    |

## Obecní správa
Při sčítání lidu v letech 1850–1975 Chvoječná byla osadou obce Potočiště v okrese Cheb. Od 1. ledna 1976 je částí města Cheb ve stejnojmenném okrese.

## Pamětihodnosti
Severovýchodně od vesnice na pravém břehu Ohře bývalo památkově chráněné středověké tvrziště. V devadesátých letech dvacátého století dosahovalo rozměrů 17 × 25 metrů, ale pozůstatky příkopu a valu byly již tehdy označeny za téměř zcela zaniklé. Je možné, že tvrz, která zde stávala, souvisela se vsí Vokov. Ta zanikla v patnáctém století a později se přesunula dále směrem k západu. Archeologický výzkum na lokalitě nalezl stopy dřevěné budovy s kamennou podezdívkou a také pravěké artefakty z mezolitu a neolitu.

## Další fotografie

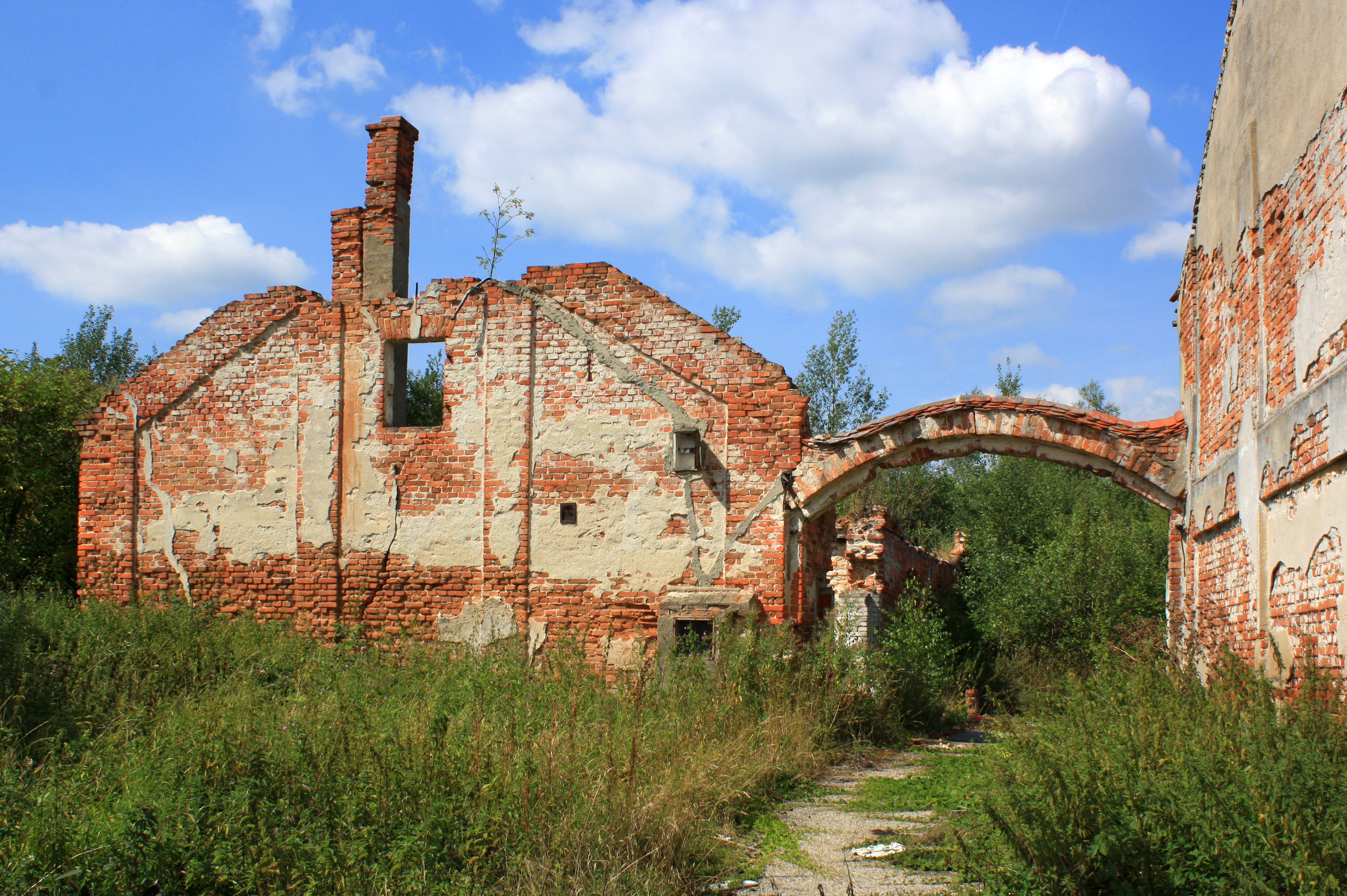
Ruiny
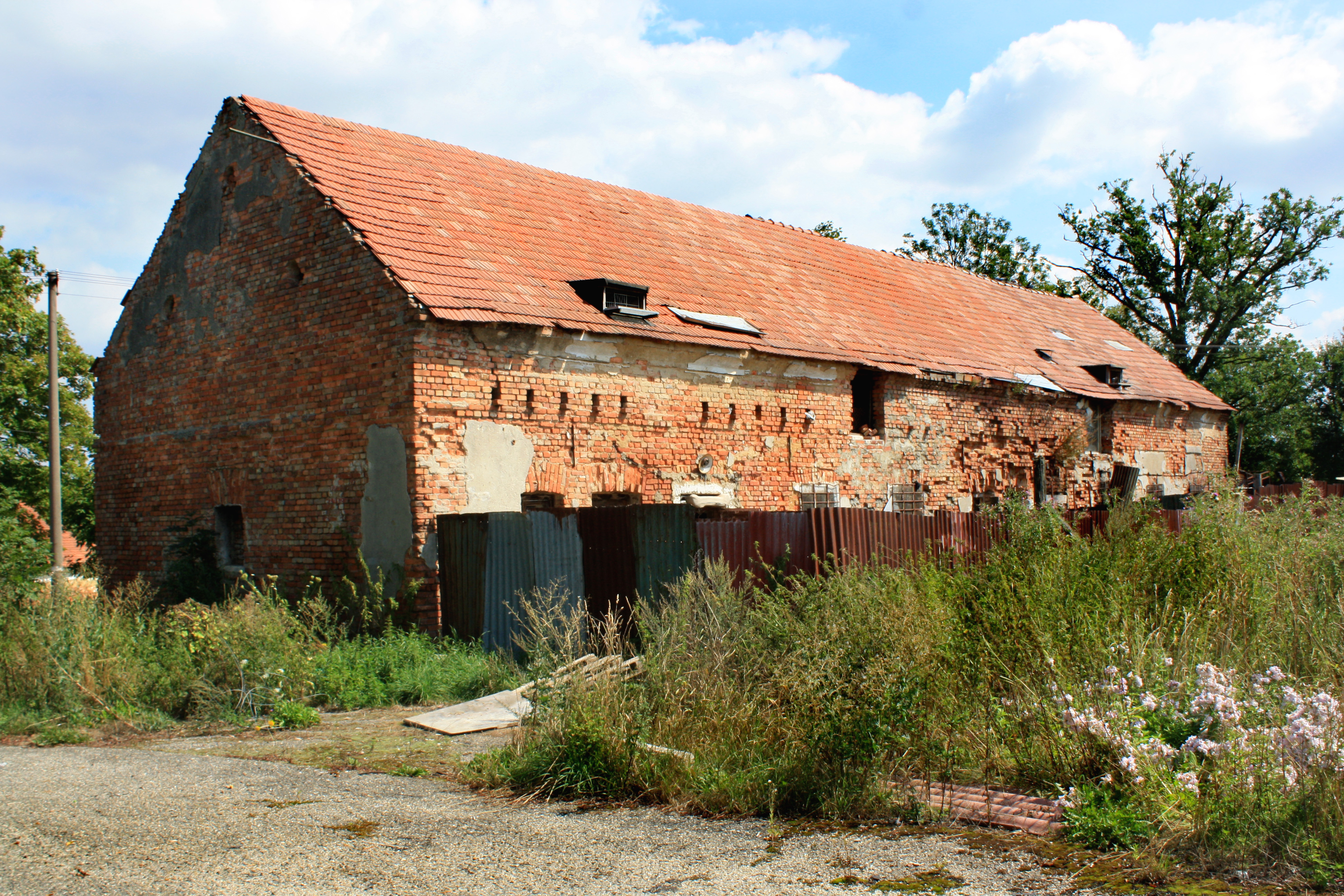
Ruiny